# Tabakkäfer

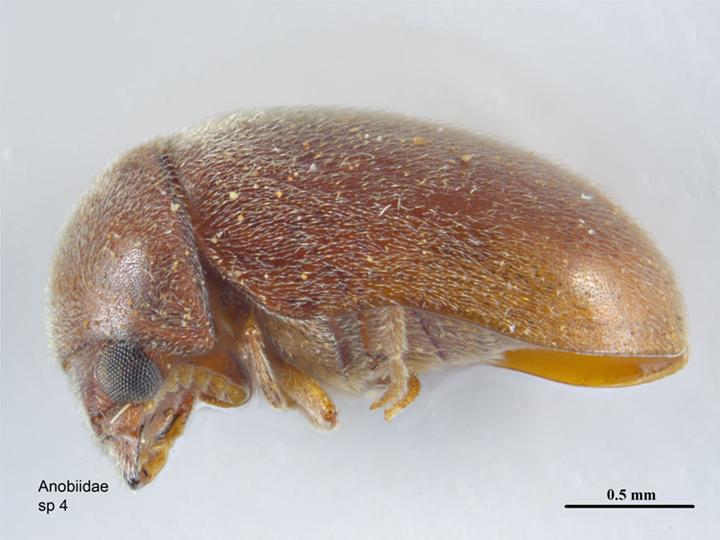
Imago von der Seite

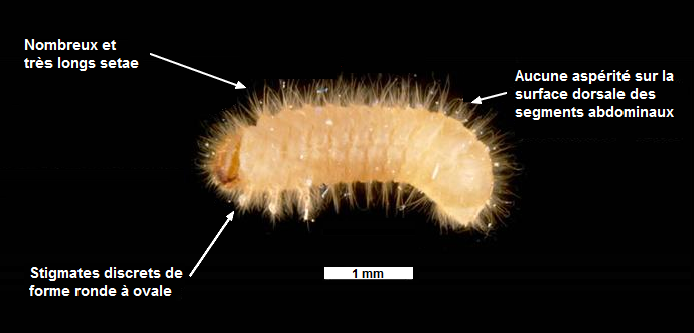
Larve

Der Tabakkäfer (Lasioderma serricorne) ist ein Käfer aus der Familie der Nagekäfer (Ptinidae). Die Art tritt an gelagerten Tabakprodukten auf und ist neben dem Brotkäfer (Stegobium paniceum) die einzige bekannte Art der Nagekäfer, die auch in gelagerten Lebensmitteln zu finden ist. Die Art wird auf Grund dieser Nahrungsvorlieben als Schädling betrachtet, der den Menschen bereits seit langer Zeit begleitet. Man hat Tabakkäfer sogar in den getrockneten Rosinen des Grabs von Tutanchamun gefunden.

## Merkmale
Die Käfer sind 2 bis 2,7 Millimeter lang und haben einen rötlichbraunen, abgerundeten, oval geformten Körper. Ihr Kopf ist bei Betrachtung von oben häufig durch das Pronotum verdeckt. Die Deckflügel (Elytren) sind mit feinen Härchen besetzt. Die Art ist dem Brotkäfer sehr ähnlich, kann von diesem aber leicht unterschieden werden. Die Fühler des Tabakkäfers sind gezähnt, wohingegen die der ähnlichen Art ungezähnt sind und in einer dreigliedrigen Keule enden. Außerdem haben die Deckflügel des Brotkäfers Reihen von Gruben, wodurch die Deckflügel liniert wirken, wohingegen die Deckflügel der Tabakkäfer glatt sind.
Ältere Larven sind weiß und behaart und haben Ähnlichkeit mit Engerlingen. Auch die Larven des Brotkäfers sehen denen des Tabakkäfers ähnlich, die des letzteren haben jedoch längere Haare, ihr Kopf ist dorsal gleichmäßig gerundet und sie tragen auf der Kopfkapsel einen dunklen Fleck mit einem convexen Rand, der bis etwa zur halben Höhe der Frons reicht. Sie besitzen außerdem ein Arolium, das mittig unter den Klauen der Tarsen hervortritt.

## Verbreitung und Lebensraum
Die Art ist pantropisch verbreitet, kann jedoch auf Grund des menschlichen Handels weltweit überall vorgefunden werden. In den weniger warmen Regionen der Welt, so etwa auch in Mitteleuropa tritt sie nur in der warmen Umgebung des Menschen auf und kann Winter im Freien nicht überstehen. Die Art ist überall häufig und tritt insbesondere dort auf, wo getrocknete Tabakprodukte, etwa Blätter, Zigarren, Zigaretten oder Kautabak gelagert wird. Sie bewohnen bevorzugt dunkle bis halbdunkle Ritzen, Ecken oder Spalten.

## Lebensweise
Bei Störung ziehen die Käfer häufig ihre Beine ein und ziehen den Kopf weit nach unten unter das Pronotum, um so eingekugelt regungslos abzuwarten. Im Hellen sind die Käfer sehr aktiv und rasche Flieger, wohl um schnellstmöglich ein geeignetes dunkles Versteck zu finden. Sie sind vor allem dämmerungsaktiv, wobei sie aber die ganze Nacht über Aktivität zeigen. Imagines nehmen keine Nahrung mehr zu sich, trinken aber Flüssigkeiten.
Der Lebenszyklus der Tabakkäfer ist stark von der Höhe der Umgebungstemperatur und der vorgefundenen Nahrungsquelle abhängig und dauert in der Regel zwischen 40 und 90 Tagen. Dokumentierte Extremwerte sind 26 Tage bei 37 °C und 120 Tage bei 20 °C. Die Weibchen legen 10 bis 100 Eier direkt im Nahrungssubstrat ab. Die Larven schlüpfen nach 6 bis 10 Tagen und durchleben dann in fünf bis 10 Wochen vier bis sechs Larvenstadien. Zur Verpuppung graben die Larven Zellen in das Nahrungssubstrat oder bauen einen schützenden Kokon aus Nahrung und anderen Kleinteilen. Die Kokons werden häufig an festem Material angebaut. Bei starkem Befall bilden sie große Klumpen. Die Puppenruhe beträgt eine bis drei Wochen. Die adulten Käfer haben eine Lebenserwartung von einer bis vier Wochen. Unter idealen Bedingungen können fünf bis sechs, sich überlappende Generationen pro Jahr ausgebildet werden. Ab einer Temperatur von 17 °C wird die Entwicklung der Tiere beeinträchtigt und Imagines sterben, wenn sie über sechs Tage hinweg Temperaturen von maximal 4 °C ausgesetzt sind. Tabakkäfer besitzen Hefen als Symbionten, die Vitamin B produzieren. Die Hefen gelangen bei der Eiablage im Ovidukt der Weibchen auf die Eier und werden dann von den Larven während des Schlupfs aufgenommen. Mit Hilfe dieser Hefen ist es den Käfern möglich, sich auch von sehr nährstoffarmen Substanzen zu ernähren.

## Wirtschaftliche Bedeutung
Die Art gilt als wirtschaftlich bedeutendster Schädling an Tabakprodukten. Darüber hinaus ist sie aber ein ebenso großer Schädling an zahlreichen Lebensmitteln, wie etwa Mehl, getrockneten Früchten, wie Datteln und Rosinen, Zerealien, Kakao, Kaffeebohnen, Gewürzen und Kräutern, Nüssen, Reis, Tier-Trockennahrung und anderen Lebensmitteln, die längere Zeit in Vorratsschränken, -kammern und ähnlichem gelagert werden. Außerdem findet man die Käfer auch an getrockneten Pflanzen, etwa in Herbarien, Dekorationen und Potpourris, in Medikamenten, an Insektenpräparaten, in Füllmaterial von Möbeln, Pappmaché und im Bindeleim von Büchern. 
Der Fraß der Larven verursacht direkten Schaden an den jeweiligen Substraten, die durch Ausscheidungen, Genagsel aber auch die Tiere und ihre Überreste selbst verunreinigt werden. Indirekter Schaden entsteht dadurch, dass die Imagines Verpackungsmaterial an- bzw. durchfressen. Die Larven tun dies auf ihrer Suche nach einem geeigneten Platz zur Verpuppung ebenfalls.

## Bekämpfung
Die Bekämpfung und Vermeidung von Tabakkäferbefall zu Hause ist verhältnismäßig einfach, sodass der Einsatz von Insektiziden nur im Extremfall notwendig ist. Befallene Lebensmittel müssen aufgefunden und entsorgt werden; sämtliche Lebensmittel müssen untersucht und etwa in Gläsern mit Schraubverschlüssen sicher verwahrt werden. Wichtig ist außerdem die gründliche Entfernung von verstreuten Lebensmittelresten, etwa von Mehl und Bröseln. Verdächtige Lebensmittel können zum Abtöten aller Stadien durch Lagerung über 16 Tage bei 3 °C oder 7 Tage bei −4 °C bzw. durch Erhitzen über 88 °C für eine Stunde, oder über 49 °C für 16 bis 24 Stunden behandelt werden.
Im gewerblichen Bereich, wo die Tiere insbesondere in Getreidemühlen, Bäckereien und sonstigen lebensmittelerzeugenden Betrieben, sowie Lagern dieser Produkte schädlich auftreten wurde der Tabakkäfer früher vor allem mittels Ausräucherung, etwa durch das mittlerweile verbotene Brommethan bekämpft. Zwar wird zur Bekämpfung auch die vollständige und ausreichende Erhöhung der Temperatur über größere Zeiträume angewendet, Insektizide, etwa Methopren bei Tabakprodukten sind aber ebenso in Verwendung. Die Biologische Schädlingsbekämpfung durch Parasitoide ist kaum relevant, da in der Regel die Verunreinigung der Produkte nicht verhindert, sondern durch die eingesetzten Insekten sogar verstärkt wird. Die Befallskontrolle erfolgt über Pheromonfallen.

## Natürliche Feinde
Zu den Fressfeinden der Tabakkäfer zählen Schwarzkäfer der Gattung Tenebriodes, Buntkäfer der Gattung Thaneroclerus und diverse Laufkäfer. Die Eier werden von räuberischen Milben gefressen. Parasitoide, die die Käfer befallen sind aus den Erzwespen-Familien Pteromalidae und Eurytomidae sowie aus der Familie der Plattwespen (Bethylidae; Überfamilie Chrysidoidea) bekannt.

## Synonyme
- Ptinus serricorne Fabricius, 1792[3]
- Xyletinus brevis Wollaston, 1861[3]
- Lasioderma castaneum Melsheimer, 1845[3]
- Lasioderma testaceum Stephens, 1835[3]
- Ptilinus testaceus Duftschmid, 1825[3]

## Belege